# Temporada do Futbol Club Barcelona de 2015–16
O Futbol Club Barcelona, na temporada 2015–16, participará de quatro competições: La Liga, Copa del Rey, UEFA Champions League e Copa do Mundo de Clubes.

## Uniforme
Fornecedor:
- Nike

Patrocinadores Principais:
- Qatar Airways
- Beko

| 1ª | 2ª | 2ª alternativa | 3ª | 1º goleiro | 2º goleiro | 3º goleiro |

## Jogadores

### Elenco
Legenda:
- : Capitão
- : Prata da casa

### Transferências
Legenda
- : Jogadores que retornam de empréstimo

- : Jogadores emprestados

- : Jogadores que saíram após o fim do contrato

| Entradas    |      |                    |       |
| Jogador     | Pos. | Clube anterior     | Ref.  |
| Aleix Vidal | LD   | Sevilla            | [ 1 ] |
| Alex Song   | V    | West Ham           |       |
| Arda Turan  | M    | Atlético de Madrid | [ 2 ] |

| Saídas          |      |                  |       |
| Jogador         | Pos. | Clube de destino | Ref.  |
| Ibrahim Afellay | M    | Stoke City       | [ 3 ] |
| Xavi Hernández  | M    | Al-Sadd          | [ 4 ] |
| Gerard Deulofeu | A    | Everton          | [ 5 ] |
| Martín Montoya  | LD   | Internazionale   | [ 6 ] |
| Pedro           | A    | Chelsea          | [ 7 ] |
| Alex Song       | M    | West Ham         | [ 8 ] |

## Estatísticas

### Desempenho da equipe

#### Desempenho geral¹
| Técnico      | J  | V  | E  | D | GP  | GS | SG   | %     |
| ------------ | -- | -- | -- | - | --- | -- | ---- | ----- |
| Luis Enrique | 66 | 47 | 10 | 9 | 180 | 59 | +121 | 71.21 |

#### Como mandante¹
| Técnico      | J  | V  | E | D | GP  | GS | SG  | %     |
| ------------ | -- | -- | - | - | --- | -- | --- | ----- |
| Luis Enrique | 32 | 27 | 2 | 3 | 110 | 26 | +84 | 84.37 |

#### Como visitante¹
| Técnico      | J  | V  | E | D | GP | GS | SG  | %     |
| ------------ | -- | -- | - | - | -- | -- | --- | ----- |
| Luis Enrique | 34 | 20 | 8 | 6 | 70 | 33 | +37 | 58.82 |

¹Incluindo os jogos da: International Champions Cup, Troféu Joan Gamper, Supercopa da Espanha e Supercopa da UEFA.

### Artilharia
Atualizado até 19 de maio de 2016
| #   | Jogador          | Gols | La Liga | Copa del Rey | Champions League | Copa do Mundo de Clubes | Outros²          |
| --- | ---------------- | ---- | ------- | ------------ | ---------------- | ----------------------- | ---------------- |
| 1º  | Luis Suárez      | 62   | 40      | 5            | 8                | 5                       | 4 (ICC e SU)     |
| 2º  | Lionel Messi     | 42   | 26      | 5            | 6                | 1                       | 4 (TJG, SE e SU) |
| 3º  | Neymar           | 31   | 24      | 3            | 3                | 0                       | 1 (TJG)          |
| 4º  | Ivan Rakitić     | 10   | 7       | 0            | 2                | 0                       | 1 (TJG)          |
| 5º  | Munir El Haddadi | 8    | 3       | 5            | 0                | 0                       |                  |
| 6º  | Gerard Piqué     | 5    | 2       | 2            | 1                | 0                       |                  |
| 7º  | Sandro Ramírez   | 4    | 0       | 3            | 0                | 0                       | 1 (ICC)          |
| 8º  | Rafinha          | 3    | 1       | 0            | 0                | 0                       | 2 (ICC e SU)     |
| 9º  | Marc Bartra      | 2    | 2       | 0            | 0                | 0                       |                  |
| 10º | Arda Turan       | 2    | 2       | 0            | 0                | 0                       |                  |
| 11º | Sergi Roberto    | 2    | 0       | 0            | 1                | 0                       | 1 (ICC)          |
| 12º | Thomas Vermaelen | 1    | 1       | 0            | 0                | 0                       |                  |
| 13º | Andrés Iniesta   | 1    | 1       | 0            | 0                | 0                       |                  |
| 14º | Adriano          | 1    | 0       | 0            | 1                | 0                       |                  |
| 15º | Dani Alves       | 1    | 0       | 1            | 0                | 0                       |                  |
| 16º | Wilfrid Kaptoum  | 1    | 0       | 1            | 0                | 0                       |                  |

²Em outros, incluindo os gols do International Champions Cup, Troféu Joan Gamper, Supercopa da Espanha e Supercopa da UEFA.

### Assistências
Atualizado até 19 de maio de 2016
| #   | Jogador          | Assis. | La Liga | Copa del Rey | Champions League | Copa do Mundo Clubes | Outros² |
| --- | ---------------- | ------ | ------- | ------------ | ---------------- | -------------------- | ------- |
| 1º  | Luis Suárez      | 22     | 16      | 1            | 3                | 0                    | 2       |
| 2º  | Neymar           | 21     | 12      | 2            | 5                | 2                    |         |
| 3º  | Lionel Messi     | 18     | 16      | 1            | 1                | 0                    |         |
| 4º  | Dani Alves       | 8      | 4       | 1            | 3                | 0                    |         |
| 5º  | Jordi Alba       | 7      | 6       | 0            | 1                | 0                    |         |
| 6º  | Sergi Roberto    | 7      | 5       | 1            | 0                | 0                    | 1       |
| 7º  | Sergio Busquets  | 6      | 4       | 0            | 0                | 1                    | 1       |
| 8º  | Ivan Rakitić     | 6      | 2       | 1            | 2                | 0                    | 1       |
| 9º  | Arda Turan       | 4      | 3       | 1            | 0                | 0                    |         |
| 10º | Aleix Vidal      | 3      | 2       | 1            | 0                | 0                    |         |
| 11º | Munir El Haddadi | 3      | 2       | 0            | 1                | 0                    |         |
| 12º | Andrés Iniesta   | 3      | 2       | 0            | 0                | 1                    |         |
| 13º | Jérémy Mathieu   | 2      | 2       | 0            | 0                | 0                    |         |
| 14º | Adriano          | 2      | 1       | 1            | 0                | 0                    |         |
| 15º | Sandro Ramírez   | 2      | 1       | 0            | 0                | 0                    | 1       |
| 16º | Marc Bartra      | 1      | 1       | 0            | 0                | 0                    |         |
| 17º | Gerard Piqué     | 1      | 1       | 0            | 0                | 0                    |         |
| 18º | Rafinha          | 1      | 0       | 0            | 0                | 0                    | 1       |

²Em outros, incluindo as Assistências da International Champions Cup, Supercopa da Espanha e Supercopa da UEFA.

## Pré-temporada

### International Champions Cup de 2015
| 21 de julho de 2015 | Barcelona                      | 2 – 1     | Los Angeles Galaxy | Rose Bowl, Pasadena                        |
| 20:00 (UTC−8)       | Suárez 45' · Sergi Roberto 56' | Relatório | Meyer 90+1'        | Público: 93 226 Árbitro: USA Ismail Elfath |

| Barcelona | Los Angeles Galaxy |

| 25 de julho de 2015 | Barcelona   | 1 – 3     | Manchester United                       | Levi's Stadium, Santa Clara                   |
| 13:00 (UTC−8)       | Rafinha 90' | Relatório | Rooney 8' · Lingard 65' · Januzaj 90+1' | Público: 68 416 Árbitro: USA Baldomero Toledo |

| Barcelona | Manchester United |

| 28 de julho de 2015 | Chelsea                 | 2 – 2     | Barcelona               | FedEx Field, Landover                      |
| 20:00 (UTC−4)       | Hazard 10' · Cahill 85' | Relatório | Suárez 52' · Sandro 66' | Público: 78 914 Árbitro: USA Allen Chapman |

|                           |       | Penalidades                    |  |
| Falcao Moses Ramires Rémy | 4 – 2 | Iniesta Halilović Piqué Sandro |  |

| Chelsea | Barcelona |

| 2 de agosto de 2015 | Fiorentina           | 2 – 1     | Barcelona  | Estádio Artemio Franchi, Florença                |
| 21:00 (UTC+2)       | Bernardeschi 4', 12' | Relatório | Suárez 17' | Público: 29 421 Árbitro: ITA Massimiliano Irrati |

| Fiorentina | Barcelona |

### Troféu Joan Gamper de 2015
| 5 de agosto de 2015 | Barcelona                            | 3 – 0     | Roma | Estádio Camp Nou, Barcelona                    |
| 22:00 (UTC+2)       | Neymar 26' · Messi 41' · Rakitić 66' | Relatório |      | Público: 94 422 Árbitro: ESP Estrada Fernández |

| Barcelona | Roma |

## Competições

### Supercopa da UEFA
| 11 de agosto de 2015 | Barcelona                                             | 5 – 4 (pro) | Sevilla                                                     | Estádio Boris Paichadze, Tbilisi            |
| 19:45 (UTC+0)        | Messi 7', 16' · Rafinha 44' · Suárez 52' · Pedro 115' | Relatório   | Banega 3' · Reyes 57' · Gameiro 72' (pen) · Konoplyanka 81' | Público: 51 940 Árbitro: SCO William Collum |

| Barcelona | Sevilla |

### Supercopa da Espanha
Jogo de ida
| 14 de Agosto de 2015 | Athletic Bilbao                            | 4 – 0     | Barcelona | Estádio de San Mamés, Bilbao                      |
| 22:00                | San José 13' · Arduriz 53', 60', 67' (pen) | Relatório |           | Público: 45 000 Árbitro: ESP José González (FIFA) |

| Athletic Bilbao | Barcelona |

Jogo de volta
| 17 de Agosto de 2015 | Barcelona | 1 – 1     | Athletic Bilbao | Estádio Camp Nou, Barcelona                                 |
| 22:00                | Messi 44' | Relatório | Aduriz 75'      | Público: 88 834 Árbitro: ESP Carlos Velasco Carballo (FIFA) |

| Barcelona | Athletic Bilbao |

### Copa do Mundo de Clubes da FIFA
Semifinal
| 17 de dezembro de 2015 | Barcelona                  | 3 – 0     | Guangzhou Evergrande | Estádio Internacional de Yokohama, Yokohama |
| 19:30                  | Suárez 39', 50', 67' (pen) | Relatório |                      | Público: 63 870 Árbitro: SLV Joel Aguilar   |

| Barcelona | Guangzhou Evergrande |

Final
| 20 de dezembro de 2015 | River Plate | 0 – 3     | Barcelona                   | Estádio Internacional de Yokohama, Yokohama  |
| 19:30                  |             | Relatório | Messi 36' · Suárez 49', 68' | Público: 66 853 Árbitro: IRN Alireza Faghani |

| River Plate | Barcelona |

### La Liga

#### Classificação na Liga
| Pos | Equipes            | Pts | J  | V  | E  | D  | GM  | GS | SG | %    | Classificação ou rebaixamento                               |
| --- | ------------------ | --- | -- | -- | -- | -- | --- | -- | -- | ---- | ----------------------------------------------------------- |
| 1   | Barcelona          | 91  | 38 | 29 | 4  | 5  | 112 | 29 | 83 | 79.8 | Fase de Grupos da Liga dos Campeões da UEFA de 2016–17      |
| 2   | Real Madrid        | 90  | 38 | 29 | 6  | 4  | 110 | 34 | 76 | 78.9 | Fase de Grupos da Liga dos Campeões da UEFA de 2016–17      |
| 3   | Atlético de Madrid | 88  | 38 | 28 | 4  | 6  | 63  | 18 | 45 | 77.2 | Fase de Grupos da Liga dos Campeões da UEFA de 2016–17      |
| 4   | Villarreal         | 64  | 38 | 18 | 10 | 10 | 44  | 35 | 9  | 56.1 | Play-offs da Liga dos Campeões da UEFA de 2016–17           |
| 5   | Athletic Bilbao    | 62  | 38 | 18 | 8  | 12 | 58  | 45 | 13 | 54.4 | Fase de Grupos da Liga Europa da UEFA de 2016-17            |
| 6   | Celta de Vigo      | 60  | 38 | 17 | 9  | 12 | 51  | 59 | -8 | 52.6 | Terceira Pré-Eliminatória da Liga Europa da UEFA de 2016-17 |

#### Resumo dos resultados
| Total |    |    |   |   |     |    |     |
| Pts   | J  | V  | E | D | GM  | GS | SG  |
| 91    | 38 | 29 | 4 | 5 | 112 | 29 | +83 |

| Casa |    |    |   |   |    |    |     |
| Pts  | J  | V  | E | D | GM | GS | SG  |
| 49   | 19 | 16 | 1 | 2 | 67 | 14 | +53 |

| Fora |    |    |   |   |    |    |     |
| Pts  | J  | V  | E | D | GM | GS | SG  |
| 42   | 19 | 13 | 3 | 3 | 45 | 15 | +30 |

#### Evolução na classificação
| Rodada    | 1 | 2 | 3 | 4 | 5 | 6 | 7 | 8 | 9 | 10 | 11 | 12 | 13 | 14 | 15 | 16 | 17 | 18 | 19 | 20 | 21 | 22 | 23 | 24 | 25 | 26 | 27 | 28 | 29 | 30 | 31 | 32 | 33 | 34 | 35 | 36 | 37 | 38 |
| --------- | - | - | - | - | - | - | - | - | - | -- | -- | -- | -- | -- | -- | -- | -- | -- | -- | -- | -- | -- | -- | -- | -- | -- | -- | -- | -- | -- | -- | -- | -- | -- | -- | -- | -- | -- |
| Estádio   | F | C | F | C | F | C | F | C | C | F  | C  | F  | C  | F  | C  | F  | C  | F  | C  | C  | F  | C  | F  | C  | F  | C  | F  | F  | C  | F  | C  | F  | C  | F  | C  | F  | C  | F  |
| Resultado | V | V | V | V | D | V | D | V | V | V  | V  | V  | V  | E  | E  | V  | E  | V  | V  | V  | V  | V  | V  | V  | V  | V  | V  | V  | V  | E  | D  | D  | D  | V  | V  | V  | V  | V  |
| Posição   | 4 | 4 | 1 | 1 | 5 | 2 | 4 | 3 | 2 | 2  | 1  | 1  | 1  | 1  | 1  | 1  | 2  | 2  | 2  | 1  | 1  | 1  | 1  | 1  | 1  | 1  | 1  | 1  | 1  | 1  | 1  | 1  | 1  | 1  | 1  | 1  | 1  | 1  |

#### Partidas
1ª rodada
| 23 de agosto de 2015 | Athletic Bilbao | 0 – 1     | Barcelona  | Estádio San Mamés, Bilbau                     |
| 18:30 (UTC+2)        |                 | Relatório | Suárez 54' | Público: 44 737 Árbitro: ESP Del Cerro Grande |

| Athletic Bilbao | Barcelona |

2ª rodada
| 29 de agosto de 2015 | Barcelona     | 1 – 0     | Málaga | Camp Nou, Barcelona                      |
| 20:30 (UTC+2)        | Vermaelen 73' | Relatório |        | Público: 80 812 Árbitro: ESP Jaime Latre |

| Barcelona | Málaga |

3ª rodada
| 12 de setembro de 2015 | Atlético de Madrid | 1 – 2     | Barcelona              | Estádio Vicente Calderón, Madrid         |
| 20:30 (UTC+2)          | Torres 51'         | Relatório | Neymar 55' · Messi 76' | Público: 51 691 Árbitro: ESP Mateu Lahoz |

| Atlético de Madrid | Barcelona |

4ª rodada
| 20 de setembro de 2015 | Barcelona                                       | 4 – 1     | Levante       | Camp Nou, Barcelona                             |
| 20:30 (UTC+2)          | Bartra 50' · Neymar 56' · Messi 61' (pen.), 90' | Relatório | Casadesús 65' | Público: 76 013 Árbitro: ESP Fernández Borbalán |

| Barcelona | Levante |

5ª rodada
| 23 de setembro de 2015 | Celta de Vigo                                   | 4 – 1     | Barcelona  | Estádio de Balaídos, Vigo                     |
| 20:00 (UTC+2)          | Nolito 26' · Iago Aspas 30', 56' · Guidetti 83' | Relatório | Neymar 80' | Público: 23 311 Árbitro: ESP Undiano Mallenco |

| Celta de Vigo | Barcelona |

6ª rodada
| 26 de setembro de 2015 | Barcelona       | 2 – 1     | Las Palmas | Camp Nou, Barcelona                            |
| 16:00 (UTC+2)          | Suárez 25', 54' | Relatório | Viera 88'  | Público: 74 916 Árbitro: ESP Burgos Bengoetxea |

| Barcelona | Las Palmas |

7ª rodada
| 3 de outubro de 2015 | Sevilla                              | 2 – 1     | Barcelona         | Estádio Ramón Sánchez Pizjuán, Sevilha   |
| 16:00 (UTC+2)        | Michael Krohn-Dehli 52' · Iborra 58' | Relatório | Neymar 74' (pen.) | Público: 39 374 Árbitro: ESP Gil Manzano |

| Sevilla | Barcelona |

8ª rodada
| 18 de outubro de 2015 | Barcelona                                            | 5 – 2     | Rayo Vallecano                | Camp Nou, Barcelona                        |
| 20:30 (UTC+2)         | Neymar 22' (pen.), 32' (pen.), 69', 70' · Suárez 77' | Relatório | Javi Guerra 15' · Jozabed 86' | Público: 75 472 Árbitro: ESP Pérez Montero |

| Barcelona | Rayo Vallecano |

9ª rodada
| 25 de outubro de 2015 | Barcelona            | 3 – 1     | Eibar     | Camp Nou, Barcelona                           |
| 18:15 (UTC+1)         | Suárez 21', 48', 85' | Relatório | Borja 10' | Público: 78 228 Árbitro: ESP Del Cerro Grande |

| Barcelona | Eibar |

10ª rodada
| 31 de outubro de 2015 | Getafe | 0 – 2     | Barcelona               | Coliseum Alfonso Pérez, Getafe                |
| 20:30 (UTC+1)         |        | Relatório | Suárez 37' · Neymar 58' | Público: 10 089 Árbitro: ESP Martínez Munuera |

| Getafe | Barcelona |

11ª rodada
| 8 de novembro de 2015 | Barcelona                           | 3 – 0     | Villarreal | Camp Nou, Barcelona                     |
| 16:00 (UTC+1)         | Neymar 60', 85' · Suárez 70' (pen.) | Relatório |            | Público: 74 109 Árbitro: ESP Clos Gómez |

| Barcelona | Villarreal |

12ª rodada
| 21 de novembro de 2015 | Real Madrid | 0 – 4     | Barcelona                                  | Santiago Bernabéu, Madrid                       |
| 18:15 (UTC+1)          |             | Relatório | Suárez 11', 74' · Neymar 39' · Iniesta 53' | Público: 80 148 Árbitro: ESP Fernández Borbalán |

| Real Madrid | Barcelona |

13ª rodada
| 28 de novembro de 2015 | Barcelona                                  | 4 – 0     | Real Sociedad | Camp Nou, Barcelona                              |
| 16:00 (UTC+1)          | Neymar 22', 53' · Suárez 41' · Messi 90+1' | Relatório |               | Público: 74 020 Árbitro: ESP Iglesias Villanueva |

| Barcelona | Real Sociedad |

14ª rodada
| 5 de dezembro de 2015 | Valencia | 1 – 1     | Barcelona  | Mestalla, Valência                       |
| 20:30 (UTC+1)         | Mina 86' | Relatório | Suárez 59' | Público: 46 799 Árbitro: ESP Jaime Latre |

| Valencia | Barcelona |

15ª rodada
| 12 de dezembro de 2015 | Barcelona               | 2 – 2     | Deportivo La Coruña                    | Camp Nou, Barcelona                           |
| 16:00 (UTC+1)          | Messi 39' · Rakitić 62' | Relatório | Lucas Pérez 77' · Álex Bergantiños 85' | Público: 67 194 Árbitro: ESP Sánchez Martínez |

| Barcelona | La Coruña |

16ª rodada
| 17 de fevereiro de 2016 | Sporting de Gijón | 1 – 3     | Barcelona                   | El Molinón, Gijón                                 |
| 18:30 (UTC+1)           | Castro 26'        | Relatório | Messi 24', 30' · Suárez 67' | Público: 28 140 Árbitro: ESP De Burgos Bengoetxea |

| Sporting Gijón | Barcelona |

17ª rodada
| 30 de dezembro de 2015 | Barcelona                                           | 4 – 0     | Betis | Camp Nou, Barcelona                          |
| 20:30 (UTC+1)          | Westermann 29' (o.g.) · Messi 33' · Suárez 46', 83' | Relatório |       | Público: 83 630 Árbitro: ESP Vicandi Garrido |

| Barcelona | Betis |

18ª rodada
| 2 de janeiro de 2016 | Espanyol | 0 – 0     | Barcelona | Power8 Stadium, Cornellà de Llobregat          |
| 16:00 (UTC+1)        |          | Relatório |           | Público: 28 975 Árbitro: ESP González González |

| Espanyol | Barcelona |

19ª rodada
| 9 de janeiro de 2016 | Barcelona                       | 4 – 0     | Granada | Camp Nou, Barcelona                           |
| 16:00 (UTC+1)        | Messi 8', 14', 58' · Neymar 83' | Relatório |         | Público: 70 720 Árbitro: ESP Velasco Carballo |

| Barcelona | Granada |

20ª rodada
| 17 de janeiro de 2016 | Barcelona                                           | 6 – 0     | Athletic Bilbao | Camp Nou, Barcelona                      |
| 20:30 (UTC+1)         | Messi 7' (pen.) · Neymar 31' · Suárez 47', 68', 82' | Relatório |                 | Público: 68 019 Árbitro: ESP Mateu Lahoz |

| Barcelona | Athletic Bilbao |

21ª rodada
| 23 de janeiro de 2016 | Málaga     | 1 – 2     | Barcelona            | La Rosaleda, Málaga                     |
| 16:00 (UTC+1)         | Juanpi 32' | Relatório | Munir 2' · Messi 51' | Público: 27 559 Árbitro: ESP Clos Gómez |

| Málaga | Barcelona |

22ª rodada
| 30 de janeiro de 2016 | Barcelona              | 2 – 1     | Atlético de Madrid | Camp Nou, Barcelona                           |
| 16:00 (UTC+1)         | Messi 30' · Suárez 38' | Relatório | Koke 10'           | Público: 94 990 Árbitro: ESP Undiano Mallenco |

| Barcelona | Atlético de Madrid |

23ª rodada
| 7 de fevereiro de 2016 | Levante | 0 – 2     | Barcelona                               | Estadi Ciutat de València, Valência        |
| 12:00 (UTC+1)          |         | Relatório | David Navarro 22' (o.g.) · Suárez 90+2' | Público: 22 638 Árbitro: ESP Pérez Montero |

| Levante | Barcelona |

24ª rodada
| 14 de fevereiro de 2016 | Barcelona                                                     | 6 – 1     | Celta de Vigo       | Camp Nou, Barcelona                              |
| 20:30 (UTC+1)           | Messi 28' · Suárez 59', 75', 81' · Rakitić 84' · Neymar 90+1' | Relatório | Guidetti 39' (pen.) | Público: 72 850 Árbitro: ESP Alejandro Hernández |

| Barcelona | Celta de Vigo |

25ª rodada
| 20 de fevereiro de 2016 | Las Palmas       | 1 – 2     | Barcelona              | Gran Canaria, Las Palmas                      |
| 16:00 (UTC+1)           | Willian José 10' | Relatório | Suárez 6' · Neymar 39' | Público: 26 951 Árbitro: ESP Del Cerro Grande |

| Las Palmas | Barcelona |

26ª rodada
| 28 de fevereiro de 2016 | Barcelona             | 2 – 1     | Sevilla    | Camp Nou, Barcelona                               |
| 20:30 (UTC+1)           | Messi 31' · Piqué 48' | Relatório | Vitolo 20' | Público: 79 684 Árbitro: ESP Santiago Jaime Latre |

| Barcelona | Sevilla |

27ª rodada
| 3 de março de 2016 | Rayo Vallecano | 1 – 5     | Barcelona                                     | Campo de Vallecas, Madrid                          |
| 21:00 (UTC+1)      | Manucho 57'    | Relatório | Rakitić 22' · Messi 23', 53', 72' · Turan 86' | Público: 14 430 Árbitro: ESP Iñaki Vicandi Garrido |

| Rayo Vallecano | Barcelona |

28ª rodada
| 6 de março de 2016 | Eibar | 0 – 4     | Barcelona                                     | Ipurua, Eibar                                |
| 16:00 (UTC+1)      |       | Relatório | Munir 8' · Messi 41', 76' (pen.) · Suárez 84' | Público: 6 100 Árbitro: ESP Undiano Mallenco |

| Eibar | Barcelona |

29ª rodada
| 12 de março de 2016 | Barcelona                                                          | 6 – 0     | Getafe | Camp Nou, Barcelona                      |
| 16:00 (UTC+1)       | Rodríguez 7' · Munir 18' · Neymar 31', 49' · Messi 39' · Turan 56' | Relatório |        | Público: 87 533 Árbitro: ESP Pedro Pérez |

| Barcelona | Getafe |

30ª rodada
| 20 de março de 2016 | Villarreal                | 2 – 2     | Barcelona                      | El Madrigal, Villarreal                   |
| 16:00 (UTC+1)       | Bakambu 57' · Mathieu 67' | Relatório | Rakitić 20' · Neymar 41' (pen) | Público: 24 398 Árbitro: ESP José Sánchez |

| Villarreal | Barcelona |

31ª rodada
| 2 de abril de 2016 | Barcelona | 1 – 2     | Real Madrid               | Camp Nou, Barcelona                              |
| 20:30 (UTC+2)      | Piqué 56' | Relatório | Benzema 61' · Ronaldo 84' | Público: 99 264 Árbitro: ESP Alejandro Hernández |

| Barcelona | Real Madrid |

32ª rodada
| 10 de abril de 2016 | Real Sociedad | 1 – 0     | Barcelona | Anoeta, San Sebastián                         |
| 15:30 (UTC+1)       | Oyarzabal 5'  | Relatório |           | Público: 27 484 Árbitro: ESP Ignacio Iglesias |

| Real Sociedad | Barcelona |

33ª rodada
| 17 de abril de 2016 | Barcelona | 1 – 2     | Valencia                       | Camp Nou, Barcelona                                   |
| 15:30 (UTC+1)       | Messi 63' | Relatório | Rakitić 26' (o.g.) · Mina 45+' | Público: 86 903 Árbitro: ESP David Fernandez Borbalan |

| Barcelona | Valencia |

34ª rodada
| 20 de abril de 2016 | Deportivo La Coruña | 0 – 8     | Barcelona                                                                     | Municipal de Riazor, Corunha                              |
| 15:00 (UTC+1)       |                     | Relatório | Suárez 11', 24', 53', 64' · Rakitić 47' · Messi 73' · Bartra 73' · Neymar 81' | Público: 27 959 Árbitro: ESP Ricardo De Burgos Bengoetxea |

| La Coruña | Barcelona |

35ª rodada
| 24 de abril de 2016 | Barcelona                                                               | 6 – 0     | Sporting de Gijón | Camp Nou, Barcelona                            |
| 15:30 (UTC+1)       | Messi 12' · Suárez 63', 74' (pen.), 77' (pen.), 86' (pen.) · Neymar 88' | Relatório |                   | Público: 75 882 Árbitro: ESP Carlos Clos Gomez |

| Barcelona | Sporting Gijón |

36ª rodada
| 1 de maio de 2016 | Betis | 0 – 2     | Barcelona                | Benito Villamarín, Sevilha                              |
| 15:30 (UTC+1)     |       | Relatório | Rakitić 50' · Suárez 81' | Público: 40 467 Árbitro: ESP Antonio Miguel Mateu Lahoz |

| Betis | Barcelona |

37ª rodada
| 8 de maio de 2016 | Barcelona                                             | 5 – 0     | Espanyol | Camp Nou, Barcelona                    |
| 12:00 (UTC+1)     | Messi 8' · Suárez 52', 61' · Rafinha 74' · Neymar 83' | Relatório |          | Público: 89 453 Árbitro: ESP Jesús Gil |

| Barcelona | Espanyol |

38ª rodada
| 15 de maio de 2016 | Granada | 0 – 3     | Barcelona            | Nuevo Los Cármenes, Granada                      |
| 12:00 (UTC+1)      |         | Relatório | Suárez 22', 38', 86' | Público: 20 552 Árbitro: ESP Alejandro Hernández |

| Granada | Barcelona |

### Copa del Rey

#### Dezesseis-avos
Jogo de ida
| 28 de outubro de 2015 | Villanovense | 0 – 0     | Barcelona | Romero Cuerda, Villanueva de la Serena       |
| 20:30 (UTC+1)         |              | Relatório |           | Público: 10 500 Árbitro: ESP Prieto Iglesias |

| Villanovense | Barcelona |

Jogo de volta
| 2 de dezembro de 2015 | Barcelona                                               | 6 – 1     | Villanovense | Camp Nou, Barcelona                        |
| 20:00 (UTC+1)         | Daniel Alves 4' · Sandro 21', 31', 69' · Munir 51', 76' | Relatório | Juanfran 29' | Público: 67 703 Árbitro: ESP Pérez Montero |

| Barcelona | Villanovense |

#### Oitavas de Final
Jogo de ida
| 06 de janeiro de 2016 | Barcelona                               | 4 – 1     | Espanyol   | Camp Nou, Barcelona                                |
| 20:30 (UTC+1)         | Messi 13', 44' · Piqué 49' · Neymar 88' | Relatório | Caicedo 9' | Público: 76 667 Árbitro: ESP Juan Martínez Munuera |

| Barcelona | Espanyol |

Jogo de volta
| 13 de janeiro de 2016 | Espanyol | 0 - 2     | Barcelona      | Power8 Stadium, Barcelona                             |
| 21:00 (UTC+1)         |          | Relatório | Munir 32', 88' | Público: 20 843 Árbitro: ESP David Fernández Borbalan |

| Espanyol | Barcelona |

#### Quartas de Final
Jogo de ida
| 20 de janeiro de 2016 | Athletic Bilbao | 1 – 2     | Barcelona              | Estádio de San Mamés, Bilbau                   |
| 21:00 (UTC+1)         | Aduriz 89'      | Relatório | Munir 18' · Neymar 24' | Público: 53 000 Árbitro: ESP González González |

| Athletic Bilbao | Barcelona |

Jogo de volta
| 27 de janeiro de 2016 | Barcelona                                  | 3 – 1     | Athletic Bilbao | Camp Nou, Barcelona                              |
| 21:30 (UTC+1)         | Luis Suárez 53' · Piqué 81' · Neymar 90+1' | Relatório | Williams 12'    | Público: 63 405 Árbitro: ESP Hernández Hernández |

| Barcelona | Athletic Bilbao |

#### Semifinais
Jogo de ida
| 3 de fevereiro de 2016 | Barcelona                                           | 7 – 0     | Valencia | Camp Nou, Barcelona                                      |
| 21:00 (UTC+1)          | Luis Suárez 7', 12', 83', 88' · Messi 29', 58', 74' | Relatório |          | Público: 60 635 Árbitro: ESP Ignacio Iglesias Villanueva |

| Barcelona | Valencia |

Jogo de volta
| 10 de fevereiro de 2016 | Valencia    | 1 – 1     | Barcelona   | Mestalla, Valência                          |
| 21:00 (UTC+1)           | Negredo 38' | Relatório | Kaptoum 82' | Público: 16 296 Árbitro: ESP Carlos Velasco |

| Valencia | Barcelona |

#### Final
| 21 de maio de 2016 | Barcelona                | 2 – 0(pro.) | Sevilla | Vicente Calderón, Madrid                             |
| 20:00 (UTC+2)      | Alba 97' · Neymar 120+2' | Relatório   |         | Público: 54 907 Árbitro: ESP Carlos del Cerro Grande |

| Barcelona | Sevilla |

### Liga dos Campeões da UEFA

#### Fase de grupos
| Pos | Equipe           | Pts | J | V | E | D | GP | GC | SG  | Classificado                     |  | BAR | ROM | LEV | BATE |
| --- | ---------------- | --- | - | - | - | - | -- | -- | --- | -------------------------------- |  | --- | --- | --- | ---- |
| 1   | Barcelona        | 14  | 6 | 4 | 2 | 0 | 15 | 4  | +11 | Classificado às oitavas de final |  | —   | 6–1 | 2–1 | 3–0  |
| 2   | Roma             | 6   | 6 | 1 | 3 | 2 | 11 | 16 | −5  | Classificado às oitavas de final |  | 1–1 | —   | 3–2 | 0–0  |
| 3   | Bayer Leverkusen | 6   | 6 | 1 | 3 | 2 | 13 | 12 | +1  | Transferido para Liga Europa     |  | 1–1 | 4–4 | —   | 4–1  |
| 4   | BATE Borisov     | 5   | 6 | 1 | 2 | 3 | 5  | 12 | −7  | Eliminado                        |  | 0–2 | 3–2 | 1–1 | —    |

| 16 de setembro de 2015 | Roma         | 1 – 1     | Barcelona  | Estádio Olímpico, Roma                     |
| 20:45 (UTC+2)          | Florenzi 31' | Relatório | Suárez 21' | Público: 57 836 Árbitro: NED Björn Kuipers |

| Roma | Barcelona |

| 29 de setembro de 2015 | Barcelona                      | 2 – 1     | Bayer Leverkusen | Camp Nou, Barcelona                          |
| 20:45 (UTC+2)          | Sergi Roberto 80' · Suárez 82' | Relatório | Papadopoulos 22' | Público: 68 694 Árbitro: ENG Martin Atkinson |

| Barcelona | Bayer Leverkusen |

| 20 de outubro de 2015 | BATE Borisov | 0 – 2     | Barcelona        | Borisov Arena, Borisov                       |
| 20:45 (UTC+2)         |              | Relatório | Rakitić 48', 64' | Público: 13 074 Árbitro: POR Manuel de Sousa |

| BATE Borisov | Barcelona |

| 4 de novembro de 2015 | Barcelona                          | 3 – 0     | BATE Borisov | Camp Nou, Barcelona                     |
| 20:45 (UTC+1)         | Neymar 30' (pen), 83' · Suárez 60' | Relatório |              | Público: 68 502 Árbitro: HUN István Vad |

| Barcelona | BATE Borisov |

| 24 de novembro de 2015 | Barcelona                                                  | 6 – 1     | Roma        | Camp Nou, Barcelona                       |
| 20:45 (UTC+1)          | Suárez 15', 44' · Messi 18', 60' · Piqué 56' · Adriano 77' | Relatório | Džeko 90+1' | Público: 71 433 Árbitro: TUR Cüneyt Çakır |

| Barcelona | Roma |

| 9 de dezembro de 2015 | Bayer Leverkusen | 1 – 1     | Barcelona | BayArena, Leverkusen                          |
| 20:45 (UTC+1)         | Hernández 23'    | Relatório | Messi 20' | Público: 29 412 Árbitro: ENG Mark Clattenburg |

| Bayer Leverkusen | Barcelona |

#### Fase final

##### Oitavas de final
Jogo de ida
| 23 de fevereiro de 2016 | Arsenal | 0 – 2     | Barcelona            | Emirates Stadium, Londres                 |
| 20:45 (UTC+1)           |         | Relatório | Messi 71', 83' (pen) | Público: 59 889 Árbitro: TUR Cüneyt Çakır |

| Arsenal | Barcelona |

Jogo de volta
| 16 de março de 2016 | Barcelona                           | 3 – 1     | Arsenal    | Camp Nou, Barcelona                         |
| 20:45 (UTC+1)       | Neymar 18' · Suárez 65' · Messi 88' | Relatório | Elneny 51' | Público: 76 092 Árbitro: RUS Sergei Karasev |

| Barcelona | Arsenal |

##### Quartas de final
Jogo de ida
| 5 de abril de 2016 | Barcelona       | 2 – 1     | Atlético de Madrid | Camp Nou, Barcelona                      |
| 20:45 (UTC+1)      | Suárez 63', 74' | Relatório | Torres 25'         | Público: 88 534 Árbitro: GER Felix Brych |

| Barcelona | Atlético de Madrid |

Jogo de volta
| 13 de abril de 2016 | Atlético de Madrid       | 2 – 0     | Barcelona | Vicente Calderón, Madrid                    |
| 20:45 (UTC+1)       | Griezmann 36', 88' (pen) | Relatório |           | Público: 52 851 Árbitro: ITA Nicola Rizzoli |

| Atlético de Madrid | Barcelona |